# 卡特希永戈
卡特希永戈（葡萄牙語：Cachiungo），是個位於安哥拉中部的城鎮，由萬博省負責管轄，北鄰拜倫多，面積2,947平方公里，2006年人口64,445，人口密度每平方公里22人。